# Юань
Юа́нь (кит. трад. 圓, упр. 元, пиньинь Yuán) — наименование многих денежных единиц, использовавшихся на территории Китая, включая современную валюту Китайской Народной Республики — китайский юань (жэньминьби). Иногда называется китайским долларом.

## Употребление слова
В китайском языке юанем называют базовую единицу любой валюты, например, доллар США — это мэй юань (美元). Но в международном контексте это слово обозначает юань КНР — или, реже, одну из других валют китайскоязычных государств (регионов) — тайваньский доллар, гонконгский доллар и патака Макао.
Фактически юань — это единица измерения, а жэньминьби — то, что измеряют, в некотором смысле аналогично фунту стерлингов.
В разговорной речи при обозначении цены вместо слова «юань» также употребляется куай (块), а вместо «цзяо» (角) — мао (毛).

## Этимология
Юань буквально означает «круглый объект» или «круглая монета». Так назывались круглые серебряные монеты династии Цин.
Так же, как и для обозначения чисел, существуют две формы символа юаня — обычная запись (元) и более сложная формальная запись (圓 или 圆), используемая в финансовых документах для предотвращения подделок и ошибок. В последнее время в КНР также используется символ Ұ (Y с одной горизонтальной чертой), часто заменяемый при печати ценников более распространённым в компьютерных шрифтах символом ¥ (Y с двумя горизонтальными чертами, как японская иена).
Названия валют Японии (иена, en) и Кореи (вона, won) происходят от слова юань и раньше использовали тот же символ 圓. В Японии он упростился до 円, а в Корее (как в КНДР, так и в Южной Корее) в настоящее время повсеместно используется запись посредством хангыль: 원.
Название монгольской монеты «тугрик» также происходит от китайского юаня, но это — семантическая калька.

## Историческая справка

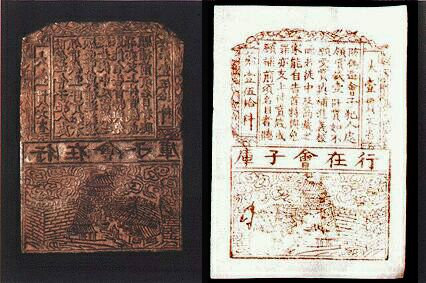
Медное клише для печати китайских банкнот и оттиск банкноты. XII век

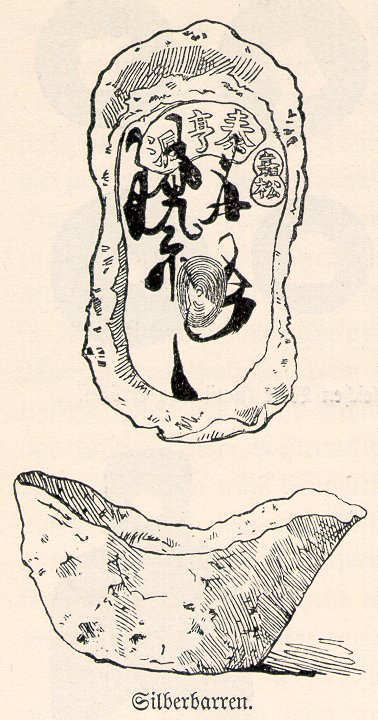
Лодкообразный серебряный ямб XIX в.

### От ляна к юаню
До начала XX века основной денежной единицей в Китае был серебряный лян (таэль), равный 10 мао и 100 фыням. Для очень крупных платежей существовали также серебряные слитки-ямбы (yuanbao) весом до 50 лян. В быту, для повседневных покупок и денежных операций использовались традиционные отлитые из бронзы круглые монеты с квадратным отверстием в центре — цяни, или как их называли европейцы — кэши. Широкое распространение имели банкноты и монеты различных иностранных государств, в том числе торговые доллары США, мексиканские песо, серебряные индийские рупии.
Юани начали выпускаться в виде серебряных монет в 1835 году. Однако лян продолжал находиться в обращении в качестве денежной единицы. В лянах исчислялись таможенные пошлины (до 1930 года) и налоги (до 1933 года).
К 1889 году бронзовые цяни настолько обесценились, что во время правления под девизом «Гуаньсюй» правительство вынуждено было осуществить денежную реформу. В качестве новой денежной единицы был принят юань (китайский доллар), равный серебряному мексиканскому песо. 1 юань равнялся 10 цзяо и 100 фыням (центам). Цянь продолжал использоваться в обращении, как разменная денежная единица, равная 1⁄1000 юаня или 1⁄10 фыня (цента).

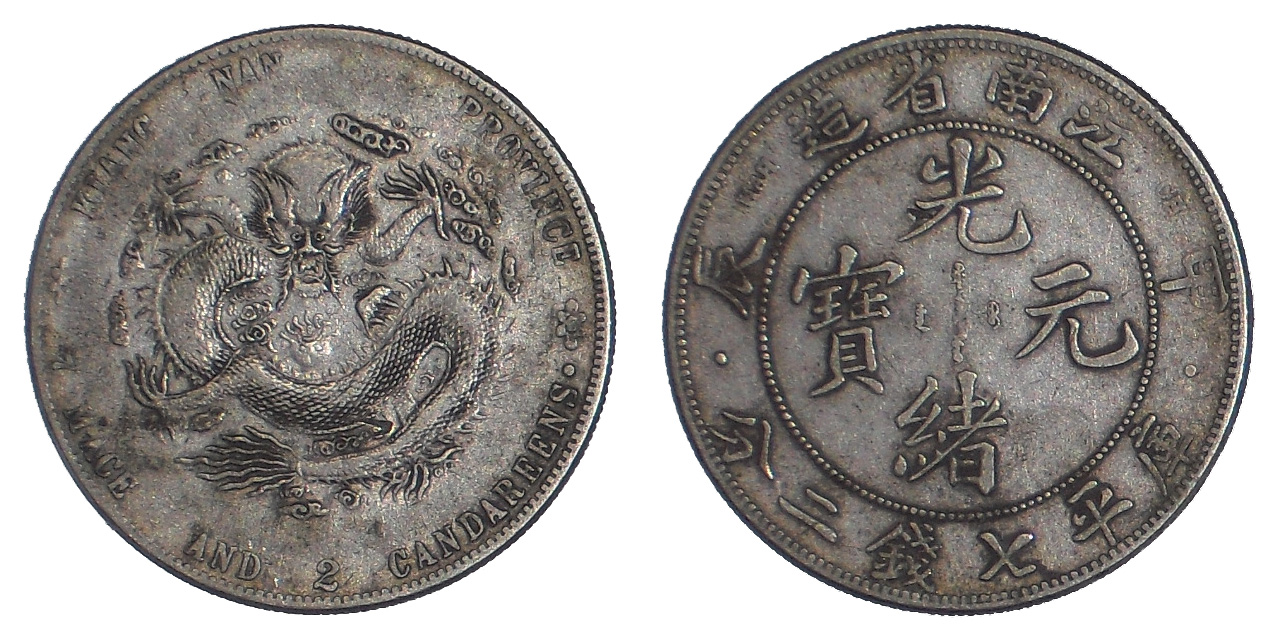
1 юань (доллар). Император Гуансюй, 1904 г. (甲辰). Провинция Цзяннань.

Серебряные юани (доллары) имперского периода (до 1911 г.), не отличались разнообразием (см. фото). На аверсе монеты указывалась провинция где чеканилась монета, в центре — девиз правления китайскими иероглифами и маньчжурским алфавитом; вес монеты («七錢二分» — 7 цяней 2 фэня) и, иногда, дата по циклическому 60-летнему календарю, либо год правления императора. На реверсе изображался дракон, место чеканки и вес на английском языке (7 mace and 2 kandareens). Вес монет колебался от 26 до 27.5 г., диаметр составлял 38-39 мм. Менялась и проба серебра в зависимости от года и места чеканки.
В это же время чеканились разменные монеты достоинством 50, 20, 10 и 5 центов из серебра, и 2 и 1 цент из меди. На разменных монетах также указывался вес в мейсах (цянях) и кандаринах (фэнях).

### Республиканский период

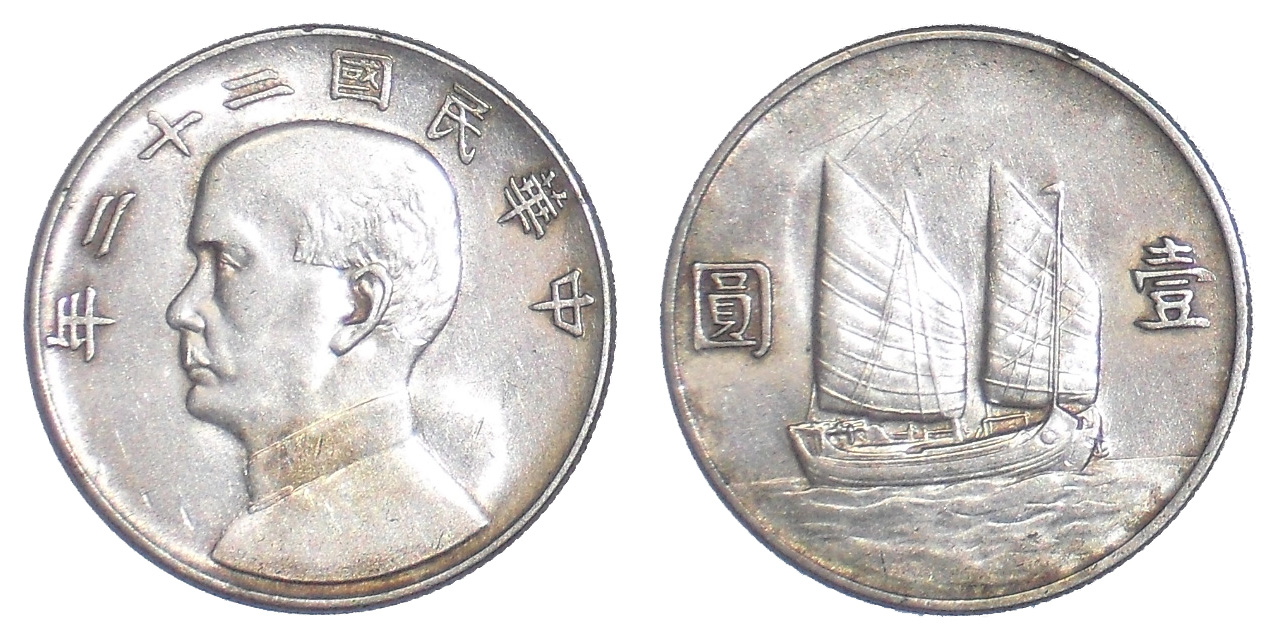
1 юань (доллар). Президент Сунь Ятсен, 1933 г.

После победы Синьхайской революции и падения империи в 1911 году, вес и размер новых юаней остались прежними. На аверсе монет стали изображать политических деятелей (ранее, особа императора считалась священной и его нельзя было изображать на монетах). Почти всегда указывался год чеканки, например: 年二十二國民華中 (22 год Китайской республики, то есть 1933). Первыми на юанях появились портреты президентов Сунь Ятсена, Юань Шикая, а также Ян Цюйюня.

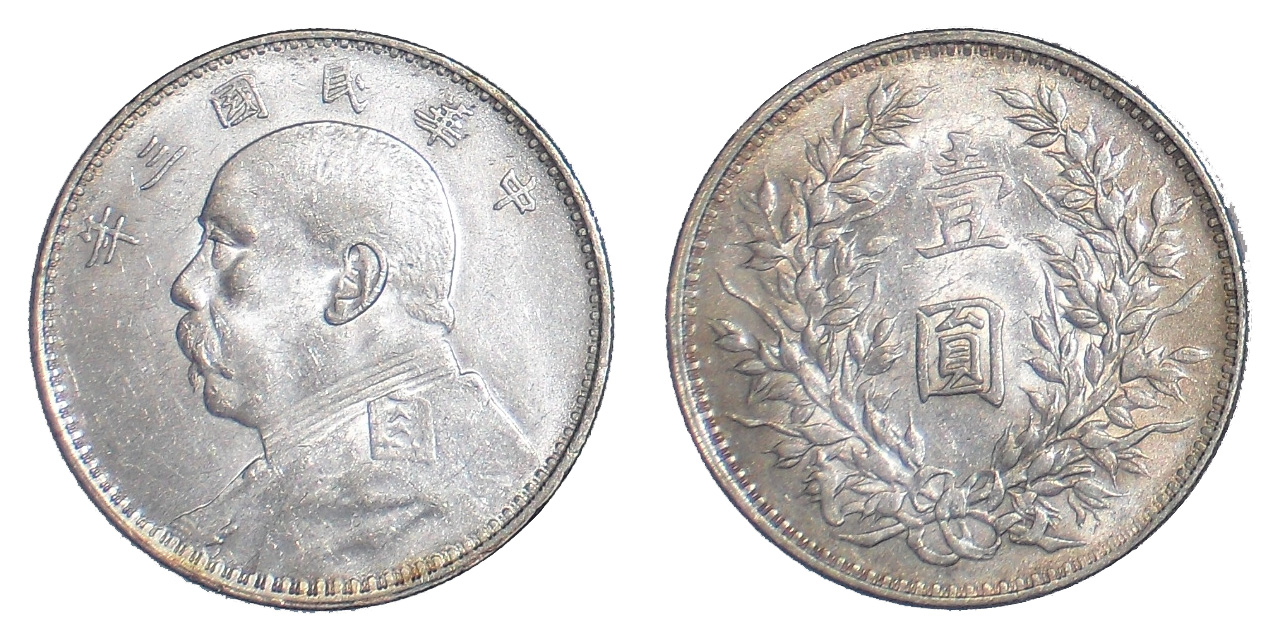
1 юань (доллар). Президент Юань Шикай, 1914 г.

В эпоху милитаристов (1916—1928 гг.) было отчеканено множество юаней с портретами императоров, диктаторов, а также военных правителей отдельных провинций. Большинство из этих монет так и остались курьёзами в истории денежного обращения Китая. В это время чеканились монеты большего номинала (2, 5, 10 и 20 юаней) из золота, но они не предназначались для свободного обращения, а служили для т. н. презентационных целей. Тиражи таких эмиссий были очень невелики.
6 апреля 1933 года был издан закон об унификации денежной системы, но фактически он не привёл к установлению единой валюты. По-прежнему широкое распространение имели деньги различных иностранных государств и местные деньги — маньчжурские юани (гоби) (выпускались с 1932 по 1945 г) в Северо-Восточном Китае, шранги в Тибете, синьцзянские юани и юани Внутренней Монголии соответственно в Синьцзяне и Внутренней Монголии, местные бумажные деньги в ряде других провинций. В Центральном и Восточном Китае с 1938 по 1943 год в обращении находились японские военные иены.
До 1935 года в Китае фактически действовал серебряный стандарт. Курс китайской валюты колебался в зависимости от мировой цены серебра. С 15 октября 1934 года курс юаня отошёл от стоимости серебра на мировом рынке в связи с установлением пошлины на серебро, вывозимое из Китая.
В 1935 была проведена денежная реформа, серебряные юани были изъяты из обращения и заменены бумажными — «фаби». Было объявлено об отказе от серебряного стандарта и переходе к валюте на базе золота, но без фиксированного золотого содержания юаня. Чрезмерная бумажно-денежная эмиссия привела к инфляции юаня. Если в 1935 году курс юаня к доллару США составлял 3,36 юаня за 1 доллар, то в августе 1946 года — 3350 юаней за доллар.

### Народные деньги
По денежной реформе 1948 года золотое содержание юаня было установлено в 0,22217 г чистого золота и выпущены новые бумажные деньги — «золотые юани», на которые обменивались «фаби» (3 млн фаби на 1 «золотой юань»). Официальный курс к доллару США был установлен в 4 «золотых юаня» за доллар, однако уже 12 декабря 1948 он был девальвирован до двадцати за доллар.
По мере воссоединения районов, освобождённых коммунистической Народно-освободительной армией Китая, происходило слияние местных банков. 1 декабря 1948 года был создан Народный банк Китая. Из обращения изымались все местные деньги, выпущенные в различных освобождённых районах, и заменялись банкнотами Народного банка Китая — жэньминьби (юань).
В Маньчжурии советские вооружённые силы использовали напечатанные в СССР банкноты в 1, 5, 10, 100 юаней, эмиссия которых производилась до мая 1946 года.
На ещё не освобождённой НОАК территории Китая гоминьдановское правительство в 1949 году выпустило «серебряный юань», равный 500 млн «золотых юаней».
После образования КНР денежное обращение было поставлено под строгий контроль государства на всей территории страны. Для каждого района устанавливался обменный курс местных денег на юани с учётом их покупательной способности и социального положения их держателей. Обмен в основном завершился к началу 1952 (в Тибете — в 1959).
С 1 марта по 30 апреля 1955 года проводился обмен старых денег на новые по курсу 10 000:1.
В июне 1949 было официально объявлено наименование китайских денег — «жэньминьби» (Renminbi — «народные деньги»), единицей которых является юань.